# Kalinovac (Ub)
Pour les articles homonymes, voir Kalinovac.
Kalinovac (en serbe cyrillique : Калиновац) est un village de Serbie situé dans la municipalité d’Ub, district de Kolubara. Au recensement de 2011, il comptait 406 habitants.

## Démographie
| 1948 | 1953 | 1961 | 1971 | 1981 | 1991 | 2002 | 2011 |
| ---- | ---- | ---- | ---- | ---- | ---- | ---- | ---- |
| 646  | 716  | 724  | 668  | 605  | 514  | 480  | 406  |

|  |